# Müncheni metró
A müncheni metró (németül: U-Bahn München) egy metróhálózat Münchenben, Németországban. A rendszer 1971-ben kezdte meg működését, és a városi tulajdonban lévő Münchner Verkehrsgesellschaft (MVG; Müncheni Közlekedési Vállalat) üzemelteti. A hálózat a Münchner Verkehrs- und Tarifverbund (MVV; Müncheni Közlekedési és Tarifaszövetség) részét képezi, és összeköttetésben áll a müncheni S-Bahn-nal. A hálózat jelenleg nyolc vonalból áll, 96 állomást szolgál ki (100 állomást, ha a különböző vonalak számára külön szintekkel rendelkező négy átszállóállomást kétszer számoljuk), és 95 kilométer útvonalat ölel fel.
Az S-Bahn mellett a müncheni metró a legfontosabb helyi tömegközlekedési eszköz Münchenben. Az első vonal 1971. október 19-i megnyitása óta 95 km hosszú pályával és 96 megállóval rendelkező hálózat épült ki, amelyhez a szomszédos Garching városa is csatlakozik, és a jövőben Martinsried Planegg kerület is (mindkettő München kerületében található).
A müncheni metrót a Münchner Verkehrsgesellschaft (MVG) üzemelteti, és a Müncheni Közlekedési és Tarifaszövetség (MVV) részét képezi. 2024-ben 452 millió utast szállított.

## Vonalak és állomások
| Vonal | Járat | Vonalhossz | Állomások | Átlagos megállótávolság                   |
| ----- | --- | ---------- | --------- | ----------------------------------------- |
|       | Olympia-Einkaufszentrum – Westfriedhof – Hauptbahnhof – Sendlinger Tor – Kolumbusplatz – Mangfallplatz | 12,185 km  | 15        | 870 m                                     |

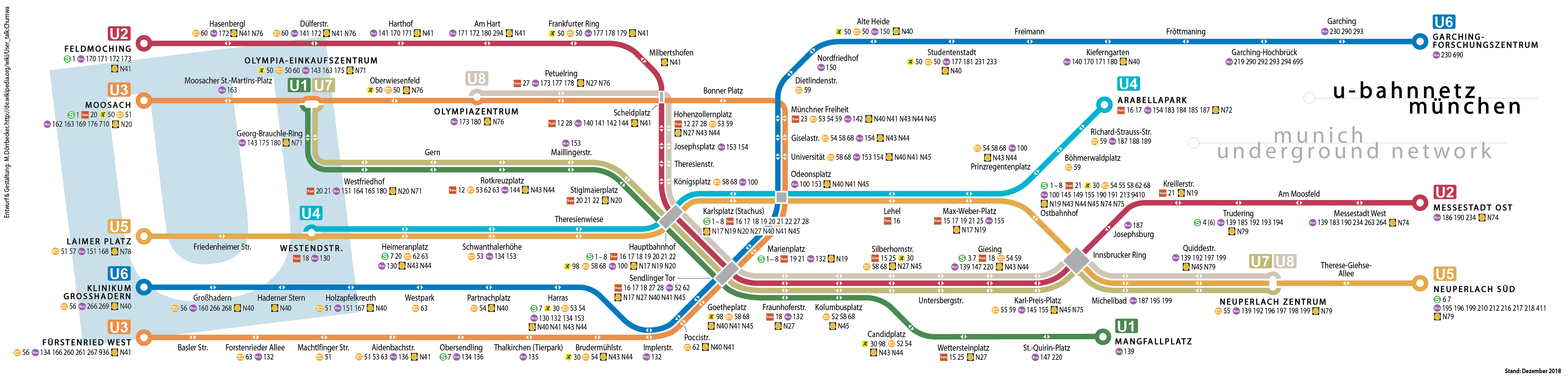
München metróhálózata 2018 decemberétől

|       | Feldmoching – Harthof – Scheidplatz – Hauptbahnhof – Sendlinger Tor – Kolumbusplatz – Giesing – Innsbrucker Ring – Trudering – Messestadt Ost                                                             | 24,377 km  | 27        | 938 m                                     |
|       | Moosach – Olympia-Einkaufszentrum – Olympiazentrum – Scheidplatz – Münchner Freiheit – Odeonsplatz – Marienplatz – Sendlinger Tor – Implerstraße – Obersendling – Fürstenried West                        | 21,204 km  | 25        | 884 m                                     |
|       | Westendstraße – Heimeranplatz – Theresienwiese – Hauptbahnhof – Karlsplatz (Stachus) – Odeonsplatz – Max-Weber-Platz – Arabellapark                                                                       | 9,245 km   | 13        | 770 m                                     |
|       | Laimer Platz – Westendstraße – Heimeranplatz – Theresienwiese – Hauptbahnhof – Karlsplatz (Stachus) – Odeonsplatz – Max-Weber-Platz – Ostbahnhof – Innsbrucker Ring – Neuperlach Zentrum – Neuperlach Süd | 15,435 km  | 18        | 908 m                                     |
|       | Garching Forschungszentrum – Fröttmaning – Münchner Freiheit – Odeonsplatz – Marienplatz – Sendlinger Tor – Implerstraße – Harras – Klinikum Großhadern                                                   | 27,416 km  | 26        | 1097 m (860 m München városhatárán belül) |
|       | Csak hétfőtől péntekig Westfriedhof – Hauptbahnhof – Sendlinger Tor – Kolumbusplatz – Giesing – Innsbrucker Ring – Neuperlach Zentrum                                                                     | 16,602 km  | 19        |                                           |
|       | csak szombaton: Olympiazentrum – Scheidplatz – Hauptbahnhof – Sendlinger Tor – Kolumbusplatz – Giesing – Innsbrucker Ring – Neuperlach Zentrum                                                            | 15,762 km  | 19        |                                           |

## Forgalom
Az utasforgalom az elmúlt években az alábbi módon változott:
| Utasok száma | 398 000 000 | 410 000 000 | 429 000 000 |
|              | 2015        | 2017        | 2019        |

## Magyarok a 2-es vonal építésén 1994–1997
A müncheni metró 2. vonala a Feldmoching állomástól a Neuperlach városrészig már üzemelt. Amikor a repülőtér Riemből új helyre, távolabb költözött, a város vezetői úgy döntöttek, hogy a vásárvárost a helyszűkétől amúgy is szenvedő Theresienwieséről (a legendás Oktoberfestek, a hagyományos sörfesztiválok helyszínéről) a régi repülőtér területére telepítik. Hogy tömegközlekedéssel jól megközelíthető legyen, elhatározták, hogy a 2. számú metróvonalat az Innsbrucker Ring állomásból kiágaztatva új vonalszakaszt létesítenek. A vonalszakasz hossza 4,7 km. A munkálatokat Fábián Miklós vezette.
A munkák felvétele után egy jó héttel az északi alagúthajtás bal járatának 25. méterében a kalott fejtése során először egy kisebb vízbetörés keletkezett. A kísérletek a vízbetörés elfogására (fóliával, lőtt betonnal) nem vezettek eredményre, sőt egyre erősödött, egyre több kavicsos anyag ömlött a vágatunkba. A fővállalkozó helyi vezetője a négy alagúthajtás összes emberi és betonlövő-kapacitását a bajra koncentrálva próbált szembeszegülni a készülő katasztrófával. Minden igyekezet hiábavaló volt, a kezdetben kezelhetőnek látszott vízbetörés egy elemi erővel ömlő anyagfolyammá változott, végül percek alatt több száz köbméternyi kavicsgörgeteg töltötte fel nemcsak az alagutat, de a kiszolgálóaknát is. A fővállalkozó műszakvezetője a további védekezést reménytelennek, sőt életveszélyesnek ítélte, és a munkaterület (alagúthajtások és akna) evakuálását, a védekezés feladását rendelte el.
A felszínre érkezve szembesültek a vízbetörés következményeivel. Az aknába ömlött szemcsés anyag helyén egy hatalmas üreg keletkezett, mely aztán a külszínig felszakadt. Az így kialakuló kráterbe egy ott várakozó városi autóbusz is beleszakadt, a benne ülő utasokkal együtt. A katasztrófában hárman veszítették életüket, a sebesültek száma több tucat volt, mentők, tűzoltók, katasztrófavédelem, rendőrség vették át az események irányítását.

## Járművek

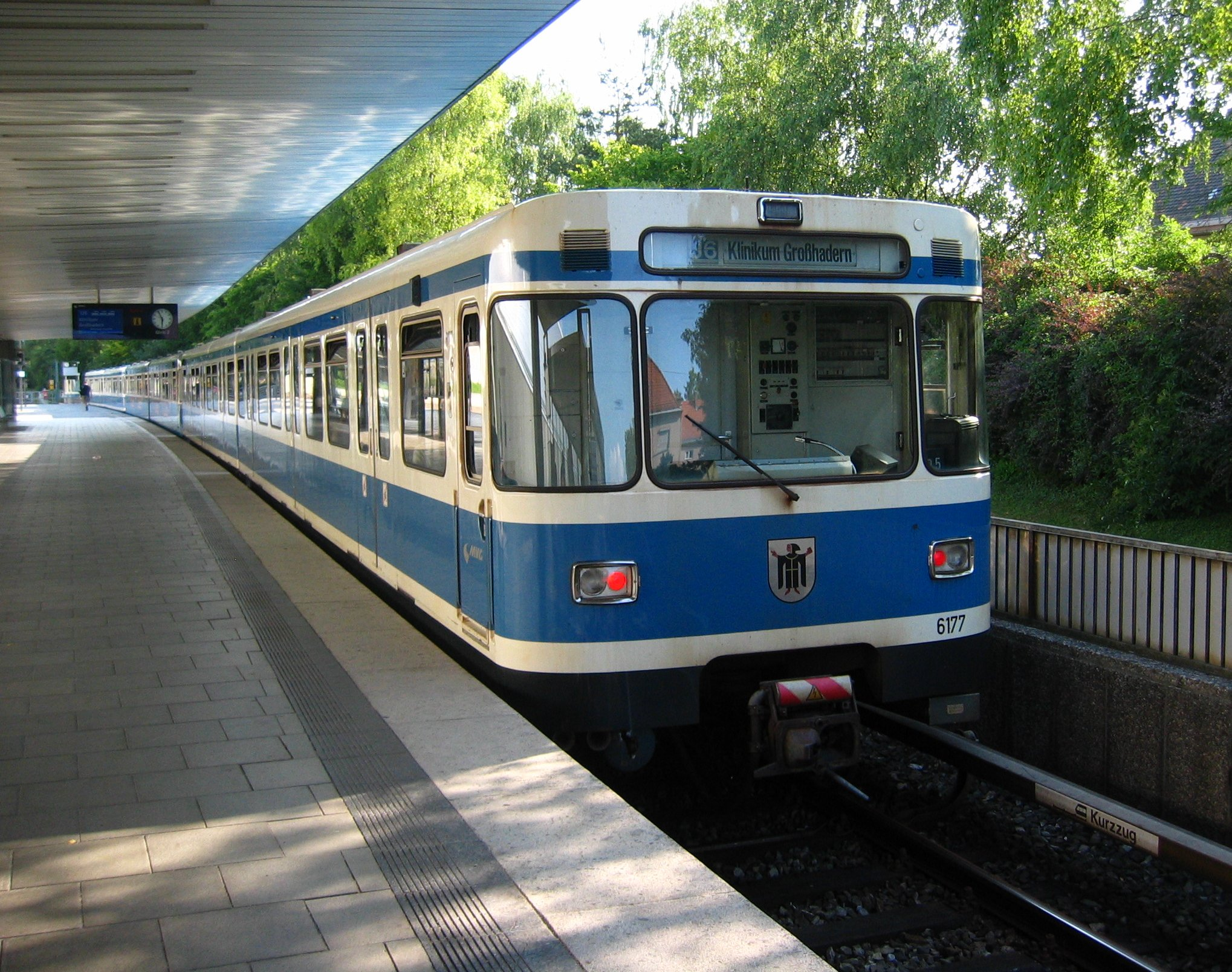
MVG A sorozat
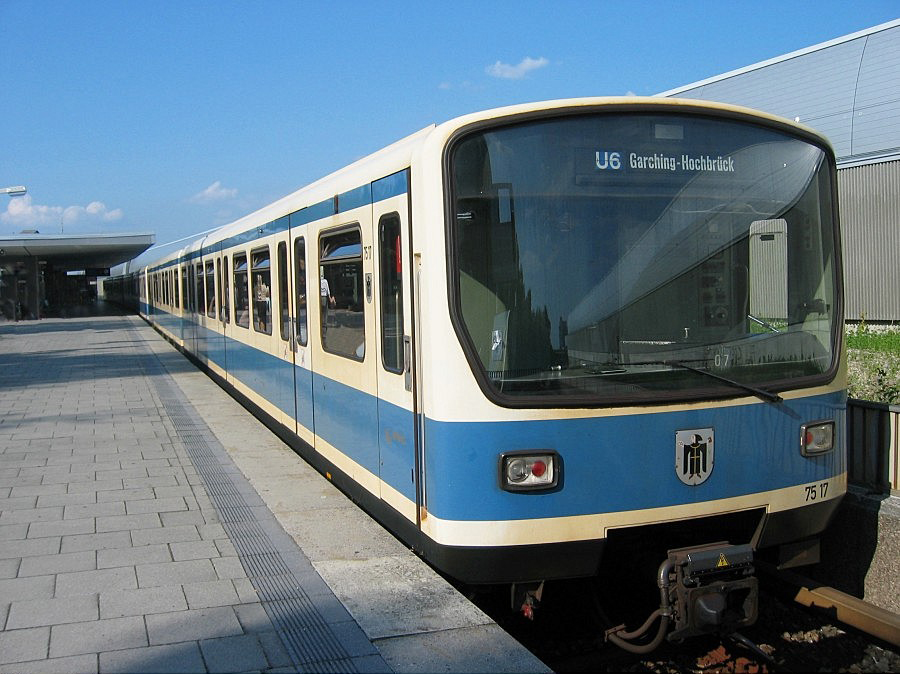
MVG B sorozat
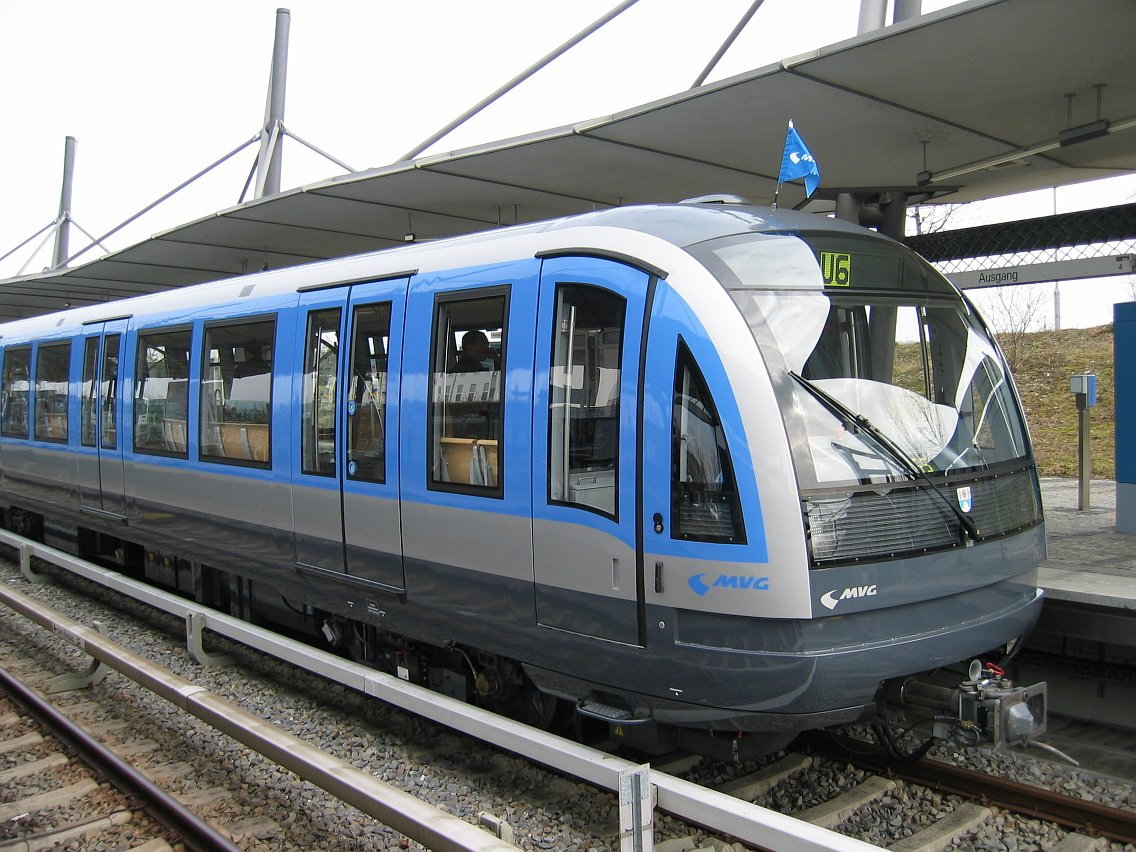
MVG C sorozat